# Фредебург
Фредебург (нем. Fredeburg) — община в Германии, в земле Шлезвиг-Гольштейн. 
Входит в состав района Герцогство Лауэнбург. Подчиняется управлению Лауэнбургише Зеен.  Население составляет 35 человек (на 31 декабря 2010 года). Занимает площадь 10,09 км².